# Eytan Fox
Eytan Fox (hebrejsky איתן פוקס‎; * 21. srpna 1964 New York) je izraelský režisér.

## Biografie
Eytan Fox se narodil New Yorku, vyrůstal ovšem v Izraeli, kam se jeho rodiče vrátili, když mu byly dva roky. Své dětství strávil v Jeruzalému. Po skončení vojenské služby studoval v Tel Avivu filmové a televizní vědy.
Jeho filmový režijní debut After z roku 1990 získal filmové ocenění. V tomto krátkometrážním filmu tematizoval homosexualitu, která se objevuje i v jeho dalších filmech. Na filmech často spolupracuje se svým životním partnerem Galem Uchovskym, izraelským scenáristou a producentem. V roce 1994 natočil svůj první celovečerní film Píseň Sirény, který byl komerčně úspěšný.
Ve filmech Yossi & Jagger (2002), Walk on Water (2004), Bublina (2006) a Yossi (2012) zachycuje život gayů v současném Izraeli.
Na 57. Berlinale byl za film Bublina oceněn cenou čtenářů časopisů Siegessäule.

## Filmografie
- 1990: After (Time Off) – krátkometrážní film o hledání sexuální identity mladého izraelského vojáka
- 1994: Shirat Ha'Sirena – romantická komedie o životě v Tel Avivu během války v Perském zálivu
- 1997: Florentine – televizní seriál
- 1997: Ba'al Ba'al Lev (בעל בעל לב) – krátkometrážní film o vztazích mezi mladými lidmi
- 2002: Yossi & Jagger – film o utajeném vztahu dvou vojáků ve službě
- 2004: Walk on Water – film o agentovi Mosadu pátrajícím po bývalém nacistovi
- 2006: Bublina – film o vztazích mladých lidí na pozadí izraelsko-palestinského konfliktu
- 2009: Tamid oto halom / Mary Lou – televizní minisérie ze života středoškoláků
- 2012: Yossi – film o muži vyrovnávající se se ztrátou svého partnera
- 2013: Cupcakes – komedie o skupině amatérských hudebníků, kteří se dostanou do mezinárodní hudební soutěže
- 2020: Sublet – film o pobytu amerického spisovatele v Tel Avivu